# Eric Maskin
Eric Stark Maskin (Nueva York, 12 de diciembre de 1950) es un economista estadounidense.

## Biografía
Profesor de Ciencias Sociales en el Instituto de Estudios Avanzados, en Princeton desde 2001. Poseedor de una dilatada carrera universitaria, presidida por el títulos de graduado en Matemáticas por la Universidad de Harvard en 1972, es Doctorado en Matemáticas Aplicadas en 1976, y Máster por la Universidad de Cambridge en 1977. Desde 2000 es profesor de Ciencias Sociales en la Universidad de Princeton.
Maskin comenzó a colaborar en el mundo de las subastas en 1980 en un intento de definir qué procedimientos de venta resultan más beneficiosos.
Maskin aportó otro elemento clave en la evolución de la base teórica elaborada por Hurwicz: la teoría de la implementación, que permite diseñar un mecanismo de modo que todos los resultados posibles sean óptimos, pero sin perder la noción del principio de la actividad proporcional del asunto inverso de lo opuesto.
El economista Adam Smith había partido de la base en sus teorías de que en el mercado existe una especie de mano invisible que, en el caso ideal, le garantiza un funcionamiento eficiente.
En la práctica, sin embargo, las condiciones no son por regla general, óptimas, la competencia no es completamente libre y los consumidores no están perfectamente informados, elementos que tuvieron en cuenta a la hora de desarrollar su teoría.
Fue laureado con el Premio del Banco de Suecia en Ciencias Económicas en memoria de Alfred Nobel en 2007 junto al iniciador de la teoría Leonid Hurwicz y Roger B. Myerson.
En junio de 2020, firmó el llamamiento internacional a favor de la economía púrpura («Por un renacimiento cultural de la economía») publicado en El País, Corriere della Sera y Le Monde.